# Юлий Стоянов
Юлий Людмилов Стоянов е български кинорежисьор документалист, сценарист и актьор.

## Биография
Роден е в София на 27 април 1930 година. Син е на писателя Людмил Стоянов и Мара Карловска. Завършва средното си образование през 1948 г. в Копривщица. През 1953 г. завършва Филмовия и телевизионен факултет на Академията за сценични изкуства в Прага със специалност „Кинорежисура“.
Член е на Съюза на българските филмови дейци. Носител е на орден „Св. св. Кирил и Методий“.
Умира на 24 декември 2011 г.

## Филмография

### Като режисьор
- „За възможността да се живее“ (2005)
- „България: база данни“ (2004)
- „Като на кино“ (1999)
- „Конституцията като история“ (Търновската конституция) (1998)
- „Площадът“ (1996)
- „Българско време“ (1995)
- „Борислав и балканите“ (1993)
- „Около паметника“ (1991)
- „Разкрасяване на градската среда“ (1989)
- „Дъщерята на посланика Дод“ (1985)
- „По начин най-благословен“ (1985)
- „Към биографията на Димитров“ (1982)
- „Любен Каравелов – материали от едно проучване“ (1979)
- „След години“ (1977)
- „Захари Стоянов“ (1975)
- „София – наша и твоя“ (1975)
- „Призивът“ (1972)
- „Началото“ (1971)
- „Биографична справка“ (1969)
- „30 май – 2 юни“ (1967)
- „Дни“ (1964)
- „Пристанището“ (1964)

### Като сценарист
- „За възможността да се живее“ (2005)
- „България: база данни“ (2004)
- „Като на кино“ (1999)
- „Борислав и балканите“ (1993)
- „Любен Каравелов – материали от едно проучване“ (1979)
- „Изкуство и хора“ (1968)

### Като актьор
- „Небето на Велека“ (1968) – Председателят Първан
- „Случаят Пенлеве“ (1967), 3 новели – (не е посочен в надписите на филма)